# Spielvereinigung Greuther Fürth 2008-2009
Questa voce raccoglie le informazioni riguardanti la Spielvereinigung Greuther Fürth nelle competizioni ufficiali della stagione 2008-2009.

## Stagione
Nella stagione 2008-2009 il Greuther Fürth, allenato da Benno Möhlmann, concluse il campionato di 2. Bundesliga al 5º posto. In Coppa di Germania il Greuther Fürth fu eliminato al primo turno dal Kickers Offenbach.

## Rosa
| N. |                           | Ruolo | Calciatore         |
| -- | ------------------------- | ----- | ------------------ |
| 24 | Germania (bandiera)       | P     | Jens Grahl         |
| 27 | Germania (bandiera)       | P     | Sascha Kirschstein |
| 1  | Costa d'Avorio (bandiera) | P     | Stephan Loboué     |
| 4  | Croazia (bandiera)        | D     | Marino Biliškov    |
| 3  | Bulgaria (bandiera)       | D     | Asen Karaslavov    |
| 5  | Germania (bandiera)       | D     | Jan Mauersberger   |
| 20 | Germania (bandiera)       | D     | Martin Meichelbeck |
| 16 | Germania (bandiera)       | D     | Christian Rahn     |
| 2  | Kosovo (bandiera)         | D     | Shqipran Skeraj    |
| 14 | Germania (bandiera)       | D     | Alexander Voigt    |
| 10 | Germania (bandiera)       | C     | Thorsten Burkhardt |
| 8  | Germania (bandiera)       | C     | Marco Caligiuri    |
| 15 | Germania (bandiera)       | C     | Daniel Felgenhauer |

| N. |                      | Ruolo | Calciatore          |
| -- | -------------------- | ----- | ------------------- |
| 18 | Germania (bandiera)  | C     | Leonhard Haas       |
| 9  | Croazia (bandiera)   | C     | Ivo Iličević        |
| 23 | Germania (bandiera)  | C     | Phillipp Langen     |
| 7  | Germania (bandiera)  | C     | Bernd Nehrig        |
| 36 | Turchia (bandiera)   | C     | Sercan Sararer      |
| 17 | Filippine (bandiera) | C     | Stephan Schröck     |
| 13 | Ghana (bandiera)     | C     | Charles Takyi       |
| 6  | Germania (bandiera)  | C     | Thomas Wörle        |
| 22 | Tunisia (bandiera)   | A     | Sami Allagui        |
| 33 | Germania (bandiera)  | A     | Cidimar             |
| 19 | Germania (bandiera)  | A     | Aleksandar Kotuljac |
| 11 | Germania (bandiera)  | A     | Stefan Reisinger    |

## Organigramma societario
Area tecnica
- Allenatore: Benno Möhlmann
- Allenatore in seconda: Mirko Reichel
- Preparatore dei portieri: Günther Reichold
- Preparatori atletici:

## Risultati

### 2. Bundesliga

#### Girone di andata
| Arbitro: | Kempter |

|                                           |           |                           |
| Rama 44’ Felgenhauer 45’ (aut.) Demir 49’ | Marcatori | 27’ Reisinger 90’ Allagui |

| Arbitro: | Wagner |

|                                                                   |           |                      |
| Haas 18’ Takyi 50’ Allagui 77’ Schröck 85’ Felgenhauer 88’ (rig.) | Marcatori | 35’ Bruns 52’ Trojan |

| Arbitro: | Steinhaus |

|              |           |             |
| Barletta 30’ | Marcatori | 87’ Allagui |

| Arbitro: | Steuer |

|                                          |           |                                     |
| Allagui 12’, 33’ Iličević 44’ Nehrig 86’ | Marcatori | 31’ Djokaj 55’ Krontiris 70’ Mavrič |

| Arbitro: | Schmidt |

|  |           |             |
|  | Marcatori | 62’ Amedick |

| Arbitro: | Schriever |

|  |           |                                                 |
|  | Marcatori | 9’ (rig.) Nehrig 32’, 70’ Reisinger 76’ Allagui |

| Arbitro: | Welz |

|                                             |           |                                |
| Allagui 26’, 28’ Iličević 37’ Burkhardt 84’ | Marcatori | 50’ Heidrich 58’ Reichenberger |

| Arbitro: | Dingert |

|                            |           |              |
| Gebhart 56’ Lauth 61’, 64’ | Marcatori | 3’ Burkhardt |

| Arbitro: | Wingenbach |

|             |           |            |
| Allagui 43’ | Marcatori | 23’ Stehle |

| Arbitro: | Metzen |

|            |           |                             |
| Bartels 1’ | Marcatori | 71’ Takyi 74’ (rig.) Nehrig |

| Arbitro: | Thielert |

|             |           |                 |
| Allagui 55’ | Marcatori | 40’ (rig.) Koen |

| Arbitro: | Meyer |

|             |           |              |
| Hdiouad 60’ | Marcatori | 7’ Reisinger |

| Arbitro: | Fischer |

|                                                        |           |                            |
| Allagui 4’ Iličević 75’ Kotuljac 78’ Nehrig 86’ (rig.) | Marcatori | 17’ Makiadi 45’, 54’ Şahan |

| Arbitro: | Fandel |

|                      |           |               |
| Maroh 72’ Eigler 88’ | Marcatori | 38’ Reisinger |

| Arbitro: | Seemann |

|                |           |           |
| Karaslavov 39’ | Marcatori | 20’ Jäger |

| Arbitro: | Gagelmann |

|  |           |             |
|  | Marcatori | 90’ Sararer |

| Arbitro: | Gräfe |

|                                          |           |  |
| Reisinger 17’ Burkhardt 71’ Kotuljac 80’ | Marcatori |  |

#### Girone di ritorno
| Arbitro: | Fritz |

|                                                       |           |          |
| Allagui 4’, 39’ Reisinger 27’, 32’ Haas 45’ Takyi 67’ | Marcatori | 17’ Rama |

| Arbitro: | Schmidt |

|  |           |                                |
|  | Marcatori | 8’ Iličević 30’, 89’ Reisinger |

| Fürth 13 febbraio 2009, ore 18:00 CET 20ª giornata | Greuther Fürth | 0 – 0 referto | FSV Francoforte | Playmobil-Stadion (6 300 spett.)\| Arbitro: \| Henschel \| |
| Arbitro:                                           | Henschel       |               |                 |                                                            |

| Arbitro: | Schriever |

|                             |           |  |
| Šukalo 34’, 43’ Stieber 57’ | Marcatori |  |

| Arbitro: | Kircher |

|              |           |                          |
| Jendrišek 3’ | Marcatori | 45’ Reisinger 50’ Nehrig |

| Arbitro: | Schößling |

|                                  |           |               |
| Haas 65’ Allagui 67’ Cidimar 89’ | Marcatori | 13’ Terranova |

| Arbitro: | Christ |

|                                                                   |           |            |
| Reichenberger 33’, 59’ Grieneisen 55’ Cichon 61’ (rig.) Peitz 70’ | Marcatori | 14’ Nehrig |

| Arbitro: | Rafati |

|             |           |  |
| Sararer 77’ | Marcatori |  |

| Arbitro: | Zwayer |

|             |           |  |
| Oussalé 75’ | Marcatori |  |

| Arbitro: | Bandurski |

|  |           |               |
|  | Marcatori | 64’ Fillinger |

| Arbitro: | Kempter |

|  |           |             |
|  | Marcatori | 23’ Cidimar |

| Arbitro: | Kinhöfer |

|                      |           |             |
| Biliškov 4’ Haas 16’ | Marcatori | 73’ Szabics |

| Arbitro: | Wagner |

|                           |           |  |
| Ben-Hatira 51’ Wagner 71’ | Marcatori |  |

| Arbitro: | Winkmann |

|               |           |             |
| Reisinger 57’ | Marcatori | 47’ Vidošić |

| Friburgo in Brisgovia 13 maggio 2009, ore 17:30 CEST 32ª giornata | Friburgo  | 0 – 0 referto | Greuther Fürth | Badenova-Stadion (22 800 spett.)\| Arbitro: \| Gagelmann \| |
| Arbitro:                                                          | Gagelmann |               |                |                                                             |

| Arbitro: | Kircher |

|  |           |                      |
|  | Marcatori | 61’ Feulner 89’ Soto |

| Arbitro: | Metzen |

|                         |           |                                                  |
| Großkreutz 22’ Naki 61’ | Marcatori | 10’ Kotuljac 19’ Allagui 63’ Sararer 83’ Cidimar |

### Coppa di Germania
| Arbitro: | Walz |

|           |           |  |
| Baier 13’ | Marcatori |  |

## Statistiche

### Statistiche di squadra
| Competizione      | Punti | In casa | In casa | In casa | In casa | In casa | In casa | In trasferta | In trasferta | In trasferta | In trasferta | In trasferta | In trasferta | Totale | Totale | Totale | Totale | Totale | Totale | DR  |
| Competizione      | Punti | G       | V       | N       | P       | Gf      | Gs      | G            | V            | N            | P            | Gf           | Gs           | G      | V      | N      | P      | Gf     | Gs     | DR  |
| ----------------- | ----- | ------- | ------- | ------- | ------- | ------- | ------- | ------------ | ------------ | ------------ | ------------ | ------------ | ------------ | ------ | ------ | ------ | ------ | ------ | ------ | --- |
| 2. Bundesliga     | 56    | 17      | 9       | 5       | 3       | 36      | 21      | 17           | 7            | 3            | 7            | 24           | 25           | 34     | 16     | 8      | 10     | 60     | 46     | +14 |
| Coppa di Germania | -     | 0       | 0       | 0       | 0       | 0       | 0       | 1            | 0            | 0            | 1            | 0            | 1            | 1      | 0      | 0      | 1      | 0      | 1      | -1  |
| Totale            | -     | 17      | 9       | 5       | 3       | 36      | 21      | 18           | 7            | 3            | 8            | 24           | 26           | 35     | 16     | 8      | 11     | 60     | 47     | +13 |

### Andamento in campionato
| Giornata  | 1  | 2 | 3 | 4 | 5 | 6 | 7 | 8 | 9 | 10 | 11 | 12 | 13 | 14 | 15 | 16 | 17 | 18 | 19 | 20 | 21 | 22 | 23 | 24 | 25 | 26 | 27 | 28 | 29 | 30 | 31 | 32 | 33 | 34 |
| --------- | -- | - | - | - | - | - | - | - | - | -- | -- | -- | -- | -- | -- | -- | -- | -- | -- | -- | -- | -- | -- | -- | -- | -- | -- | -- | -- | -- | -- | -- | -- | -- |
| Luogo     | T  | C | T | C | C | T | C | T | C | T  | C  | T  | C  | T  | C  | T  | C  | C  | T  | C  | T  | T  | C  | T  | C  | T  | C  | T  | C  | T  | C  | T  | C  | T  |
| Risultato | P  | V | N | V | P | V | V | P | N | V  | N  | N  | V  | P  | N  | V  | V  | V  | V  | N  | P  | V  | V  | P  | V  | P  | P  | V  | V  | P  | N  | N  | P  | V  |
| Posizione | 13 | 5 | 6 | 5 | 6 | 6 | 5 | 6 | 5 | 4  | 5  | 6  | 4  | 6  | 7  | 6  | 4  | 2  | 2  | 2  | 3  | 3  | 2  | 3  | 2  | 3  | 4  | 4  | 3  | 4  | 4  | 4  | 5  | 5  |

Legenda:

Luogo: C = Casa; T = Trasferta. Risultato: V = Vittoria; N = Pareggio; P = Sconfitta.

### Statistiche dei giocatori
| Giocatore       | 2. Bundesliga | 2. Bundesliga | 2. Bundesliga | 2. Bundesliga | Coppa di Germania | Coppa di Germania | Coppa di Germania | Coppa di Germania | Totale   | Totale | Totale      | Totale     |
| Giocatore       | Presenze      | Reti          | Ammonizioni   | Espulsioni    | Presenze          | Reti              | Ammonizioni       | Espulsioni        | Presenze | Reti   | Ammonizioni | Espulsioni |
| --------------- | ------------- | ------------- | ------------- | ------------- | ----------------- | ----------------- | ----------------- | ----------------- | -------- | ------ | ----------- | ---------- |
| J. Grahl        | -             | -             | -             | -             | -                 | -                 | -                 | -                 | -        | -      | -           | -          |
| S. Kirschstein  | 8             | 0             | 0             | 0             | 1                 | 0                 | 0                 | 0                 | 9        | 0      | 0           | 0          |
| S. Loboué       | 26            | 0             | 3             | 0             | -                 | -                 | -                 | -                 | 26       | 0      | 3           | 0          |
| M. Biliškov     | 26            | 1             | 5             | 1             | 1                 | 0                 | 0                 | 0                 | 27       | 1      | 5           | 1          |
| A. Karaslavov   | 21            | 1             | 6             | 0             | -                 | -                 | -                 | -                 | 21       | 1      | 6           | 0          |
| J. Mauersberger | 26            | 0             | 5             | 0             | -                 | -                 | -                 | -                 | 26       | 0      | 5           | 0          |
| M. Meichelbeck  | 4             | 0             | 1             | 1             | 1                 | 0                 | 0                 | 0                 | 5        | 0      | 1           | 1          |
| C. Rahn         | 13            | 0             | 2             | 0             | -                 | -                 | -                 | -                 | 13       | 0      | 2           | 0          |
| S. Skeraj       | 5             | 0             | 1             | 0             | -                 | -                 | -                 | -                 | 5        | 0      | 1           | 0          |
| A. Voigt        | 9             | 0             | 1             | 0             | -                 | -                 | -                 | -                 | 9        | 0      | 1           | 0          |
| T. Burkhardt    | 31            | 3             | 2             | 0             | 1                 | 0                 | 0                 | 0                 | 32       | 3      | 2           | 0          |
| M. Caligiuri    | 1             | 0             | 0             | 0             | -                 | -                 | -                 | -                 | 1        | 0      | 0           | 0          |
| D. Felgenhauer  | 32            | 1             | 3             | 1             | 1                 | 0                 | 0                 | 0                 | 33       | 1      | 3           | 1          |
| L. Haas         | 29            | 4             | 7             | 0             | 1                 | 0                 | 1                 | 0                 | 30       | 4      | 8           | 0          |
| I. Iličević     | 27            | 4             | 1             | 0             | 1                 | 0                 | 1                 | 0                 | 28       | 4      | 2           | 0          |
| P. Langen       | 2             | 0             | 1             | 0             | 1                 | 0                 | 0                 | 0                 | 3        | 0      | 1           | 0          |
| B. Nehrig       | 31            | 6             | 3             | 1             | 1                 | 0                 | 0                 | 0                 | 32       | 6      | 3           | 1          |
| S. Sararer      | 13            | 3             | 1             | 0             | -                 | -                 | -                 | -                 | 13       | 3      | 1           | 0          |
| S. Schröck      | 28            | 1             | 6             | 1             | 1                 | 0                 | 0                 | 0                 | 29       | 1      | 6           | 1          |
| C. Takyi        | 29            | 3             | 6             | 1             | 1                 | 0                 | 0                 | 0                 | 30       | 3      | 6           | 1          |
| T. Wörle        | 12            | 0             | 2             | 0             | -                 | -                 | -                 | -                 | 12       | 0      | 2           | 0          |
| S. Allagui      | 34            | 15            | 3             | 0             | -                 | -                 | -                 | -                 | 34       | 15     | 3           | 0          |
| . Cidimar       | 13            | 3             | 0             | 0             | 1                 | 0                 | 1                 | 0                 | 14       | 3      | 1           | 0          |
| A. Kotuljac     | 19            | 3             | 0             | 0             | -                 | -                 | -                 | -                 | 19       | 3      | 0           | 0          |
| S. Reisinger    | 29            | 12            | 4             | 0             | 1                 | 0                 | 0                 | 0                 | 30       | 12     | 4           | 0          |
| T. Bertram      | 1             | 0             | 0             | 0             | -                 | -                 | -                 | -                 | 1        | 0      | 0           | 0          |
| D. Brückner     | 7             | 0             | 2             | 0             | 1                 | 0                 | 0                 | 0                 | 8        | 0      | 2           | 0          |